# Nied française
Pour les articles homonymes, voir Nied (homonymie).
La Nied française  est une rivière de l'Est de la France coulant en région Grand Est dans le département de la Moselle. C'est une rivière à faible pente du bassin rhénan, coulant entièrement sur le plateau lorrain. Elle rejoint la Nied allemande, à Condé-Northen, et ensemble elles forment la Nied Réunie, affluent rive gauche de la Sarre et donc sous-affluent du Rhin.
La Nied française est une rivière aux méandres d’eaux calmes, classée en deuxième catégorie piscicole, où poissons blancs et carnassiers se côtoient abondamment, de l'ablette de quelques grammes au brochet de plusieurs kilogrammes. Les amateurs y pratiquent toutes les sortes de pêche.

## Géographie
La source de la rivière se situe à Marthille, à l'ouest de Morhange. D'une longueur de 59 km, la Nied française possède un bassin versant de 504 km2. Son principal affluent est la Rotte, petite rivière qui rejoint la Nied à Han-sur-Nied.
Certaines communes traversées subissent régulièrement des inondations de la Nied française.

## Hydronymie
Anciennes mentions : La Nied romande (1594), Die velsche Neda fluv. (XVIIe siècle).
En francique lorrain : Franséisch Nied.

## La gestion de la Nied française
C’est en 1991 que les 16 communes traversées par la Nied française Inférieure se sont regroupées pour former un syndicat d’aménagement. Le Syndicat Intercommunal d’Études, d’Aménagement et d’Entretien de la Nied française Inférieure (SIEAENFI) a pour vocation de réaliser les études et les aménagements qui s’imposent sur la Nied Française. Gérant ainsi 32 km de cours d’eau entre Adaincourt et Les Etangs, le syndicat exécute des travaux d’intérêt général en lieu et place des riverains. L’objectif est d’améliorer la qualité des cours d’eau tout en respectant les enjeux socio-économiques (agriculture, pêche, kayak…). Une directive européenne (la DCE du 23 octobre 2000) impose en effet à tous les États membres de l’Union européenne d’atteindre le bon état des rivières d’ici 2015.
Le syndicat est composé des 16 communes suivantes : Adaincourt, Ancerville, Bazoncourt, Courcelles-Chaussy, Courcelles-sur-Nied, Laquenexy, Les Étangs, Lemud, Maizeroy, Pange, Rémilly, Sanry-sur-Nied, Silly-sur-Nied, Sorbey, Vittoncourt et Voimhaut,.
Ce syndicat est remplacé depuis 2017 par le Syndicat des Eaux Vives des 3 Nied (SEV3Nied), résultat de la fusion de quatre syndicats responsables de la Nied Allemande, de la Nied Française et de la Nied Réunie.

## Hydrologie
La Nied française est une petite rivière moyennement abondante. Son débit a été observé sur une période de 39 ans (1969-2007), à Condé-Northen, localité du département de la Moselle située au niveau de son confluent avec la Nied allemande. Le bassin versant de la rivière y est de 499 km2 (soit la presque totalité de celui-ci qui s'étend sur 504 km2).
Le module de la rivière à Condé-Northen est de 3,9 m3/s.
La Nied française présente des fluctuations saisonnières de débit fort marquées, comme très souvent dans l'est de la France, avec des hautes eaux d'hiver portant le débit mensuel moyen à un niveau situé entre 7,16 et 8,12 m3/s, de décembre à février inclus (avec un maximum en janvier), et des basses eaux d'été assez prolongées dans le temps, de juin à début octobre, avec une baisse du débit moyen mensuel jusqu'à 1,03 m3/s au mois de septembre. De fin février à fin juin on assiste à une baisse progressive du débit. Mais ces moyennes mensuelles ne sont que des moyennes et cachent des fluctuations bien plus prononcées sur de courtes périodes.
À l'étiage, le VCN3 peut chuter jusque 0,28 m3/s, mais ce fait est normal parmi les rivières de la région.
Les crues peuvent être très importantes. Ainsi le débit instantané maximal enregistré a été de 128 m3/s le 16 octobre 1981, tandis que la valeur journalière maximale était de 114 m3/s le 27 mai 1983. Le QIX 10 est de 93 m3/s, le QIX 20 de 110 m3/s et le QIX 50 de 130 m3/s. Les QIX 2 et QIX 5 valent quant à eux respectivement 49 et 76 m3/s. D'où il ressort que les crues d'octobre 1981, dont mention a été faite, étaient d'ordre cinquantennal, et donc presque exceptionnelles.
À titre de comparaison avec une rivière du bassin parisien, le QIX 10 de l'Orge en fin de parcours, rivière connue pour l'importance de ses crues et possédant un module identique, vaut 34 m3/s contre 93 m3/s pour la Nied française, et que son QIX 50 ne se monte qu'à 44 m3/s (contre 130 pour la Nied française), et ce malgré un bassin presque deux fois plus étendu.
La Nied française est alimentée par un volume moyen de précipitations assez modéré comme partout sur le plateau lorrain et ne bénéficie pas des fortes précipitations du massif des Vosges à l'est ou des Côtes de Meuse à l'ouest. La lame d'eau écoulée dans son bassin versant est de 248 millimètres annuellement, ce qui est nettement inférieur à la moyenne d'ensemble de la France, et très inférieur à la moyenne du bassin français de la Moselle (445 millimètres à Hauconcourt). Le débit spécifique (ou Qsp) atteint le chiffre de 7,8 litres par seconde et par kilomètre carré de bassin.